# En Marge de l'histoire
En Marge de l'histoire (Margical History Tour) est le 11e épisode de la saison 15 de la série télévisée d'animation Les Simpson. Marge y raconte aux enfants des faits historiques, plus ou moins déformés, et personnifiés à l'image de la série.

## Synopsis
Marge et les enfants se rendent à la bibliothèque pour pouvoir y lire des histoires mais ils découvrent avec surprise qu'il n'y a plus aucun livre à l'intérieur. Marge décide alors d'improviser et leur raconte trois contes historiques.
Elle commence par raconter l'histoire de Henry VIII. Celui-ci cherche la femme qui pourra lui faire un fils digne de lui succéder. Puis, Marge raconte l'histoire de Lewis et Clark, deux explorateurs qui débarquent aux États-Unis. Sur leur chemin, ils croisent des Amérindiens dont Sacagawea.
Enfin, Marge raconte aux enfants l'histoire de Wolfgang Amadeus Mozart. Dès son plus jeune âge, Wolfgang est un virtuose. Cela a le don d'agacer particulièrement sa sœur qui rêve aussi de devenir une grande musicienne mais reste dans l'ombre de son frère.